# 拉瓦努萨
拉瓦努萨（義大利語：Ravanusa），是意大利阿格里真托省的一个市镇。总面积49.57平方公里，人口12819人，人口密度258.6人/平方公里（2009年）。ISTAT代码为084031。

## 友好城市
- 法國 马里尼亚讷
- 法國 福尔巴克